# D'Angelico Guitars
D'Angelico Guitars — американський виробник музичних інструментів, Манхеттен, Нью-Йорк.   На початку бренд був заснований гітарним майстром Джоном Д'Анджеліко в 1932 році в Маленькій Італії в Манхеттені.  У 1999 році Стів Пізані, Джон Фероліто-молодший і Бренден Коен купили торгову марку D'Angelico Guitars.   Зараз Коен є президентом і генеральним директором компанії.  Оригінальні гітари D'Angelico є колекційними і використовувалися такими відомими музикантами, як Піт Таунсенд, Ерік Клептон, Бакі Піцареллі, Чет Аткінс і Чак Вейн .   А модель гітари D'Angelico Mel Bay New Yorker була зображена на обкладинках книг про гітарні методи Mel Bay Publications протягом десятиліть.
Асортимент виробів, виготовлених компанією D'Angelico, на даний момент складається переважно з акустичних та гавайських гітар.

## Історія

### Заснування
Джон Д'Анджеліко народився в Нью-Йорку в 1905. У віці дев'яти років він розпочав навчання у свого родича Рафаеля Чіані, який вважався майстром створення скрипок та мандолін.  Отримані знання стали основою для процесу конструкції інструментів, які він згодом впровадив у власне виробництво гітар.  Після смерті Чіані Д'Анджеліко успадкував право на керування бізнесом,проте у 1932 році він заснував власну компанію D'Angelico Guitars на Кенмар-стріт, 40 в Маленькій Італії в Манхеттені.  

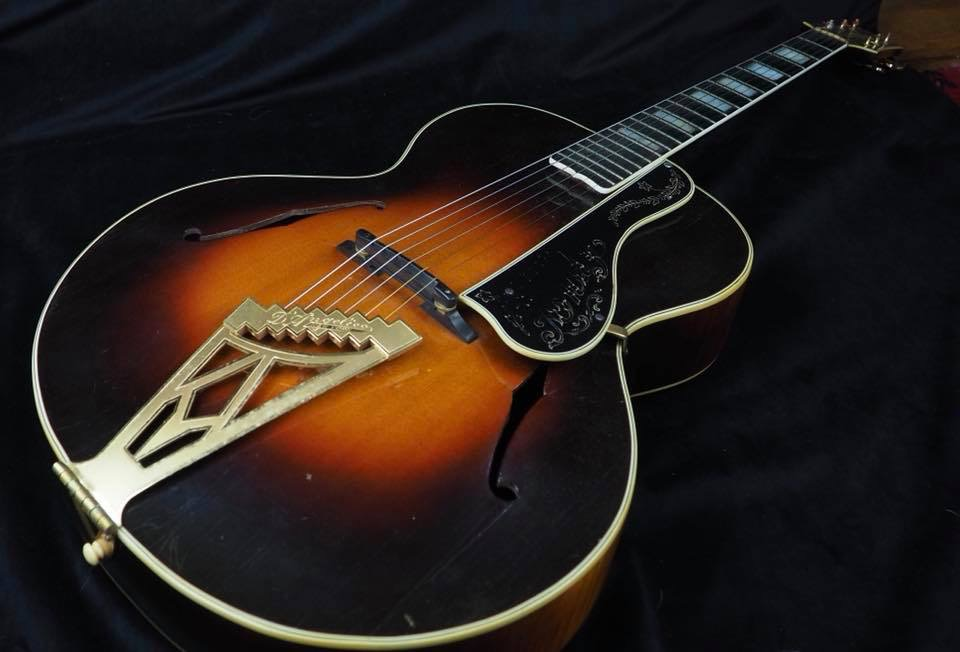
Арка-гітара 1933 року випуску

Незважаючи на те, що виробництво Д'Анджеліко не завжди було найкращим на ринку, воно забезпечило Джону звання провідного виробника гітар типу archtop. 
У 1959 році Д'Анджеліко пережив серцевий напад, а також закінчив співпрацю з ДіСеріо, який почав працювати в гітарній компанії Favilla. В результаті він закрив бізнес, але оскільки Джиммі Д'Аквісто не вдавалось знайти нову роботу, він переконав Джона все відновити.  Джон Д'Анджеліко не пережив кількох наступних серцевих нападів і помер у 1964 році у віці 59 років. 

### Відновлення
У 1999 році Бренден Коен, Джон Фероліто-молодший та Стів Пізані купили торгову марку D'Angelico Guitars у Джона Фероліто-старшого, співзасновника компанії Arizona Beverages.   У 2010 році Коен і Пізані розпочали будівництво шоуруму для бренду, який офіційно відкрився в 2011 році.   Цього ж року оригінальні гітари D'Angelico були представлені в Музеї мистецтв Метрополітен під час виставки «Гітарні Герої: легендарні майстри від Італії до Нью-Йорка». 
Компанія D'Angelico розширювала свій продуктовий асортимент, спочатку за допомогою виробництва оригінальних дизайнів Джона Д'Анджеліко, а потім представивши нові напівпустотні та акустичні моделі гітар.  
До 2014 року компанія уклала близько 125 партнерських договорів у США і ще 200 міжнародних домовленостей. 
У січні 2015 року бренд випустив свою першу лінійку акустичних гітар , представивши 150 моделей гітар на виставці Національної асоціації музичних продавців в Анахаймі, Каліфорнія .  

## Інструменти

### Перші моделі

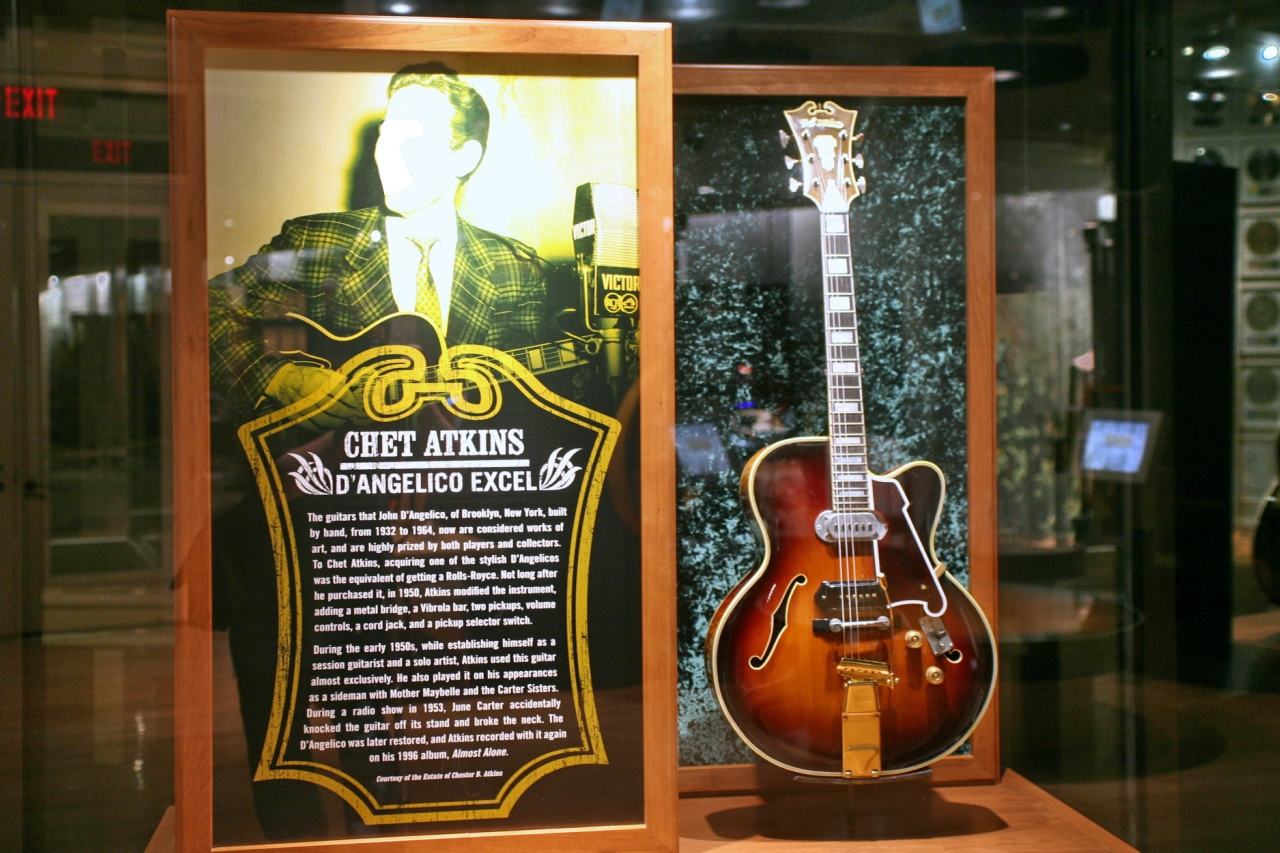
Гітара D'Angelico Excel (1950), раніше належала Чету Аткінсу, Зал слави кантрі-музики, 2007

Зважаючи на те, що ранній досвід Джона Д'Анджеліко у виготовленні інструментів полягав у вивченні конструкції скрипок та мандолін, його перші гітари успадкували їхню конструкцію.  На початку інструменти  D'Angelico навіть не були оснащені звукознімачами.  Але після кількох років ненадійного ведення бухгалтерського обліку та документації ранніх моделей, Д'Анджеліко представив модель «Excel», меншу, а також більш модернізовану версію своїх попередників. 
До 1937 року, під впливом моделі Gibson L-5, у D'Angelico були представлені ще принаймні чотири конструкції гітар типу archtop.  
- Стиль A – 17-дюймовий корпус (430 мм). Поступово виведений з виробництва в 1940-х роках.
- Стиль B – 17-дюймовий корпус (430 мм). Порівняно зі стилем А, він мав більш витіюватий корпус. Знятий з виробництва в 1940-х роках.
- Excel – 17-дюймовий корпус з одним вирізом венеціанського типу. Задня та бічні частини зроблені з європейського клена, верхня частина — з ялини, а горловина — з твердого полум’яного клена. Гриф виготовлявся з чорного дерева. [16] Пізніше до конструкції були додані звукознімачі, зокрема звукознімач D'Armond, який дозволяв зробити корпус легшим, оскільки на той час вага більше не була єдиним важливим фактором, що впливає на звук. [9]Стиль Excel був популярним серед джазових музикантів, а також використовувався Четом Аткінсом до 1936. [16] [8] [17]
- New Yorker – 18-дюймовий корпус. Задня та бічна частини виготовлялись з європейського клена, а верхня – з ялини. Гриф був виготовлений з чорного дерева. Усі моделі цього стилю мали перламутрові вставки на грифі та його головці. [18] Було виготовлено близько 300 моделей цього типу. [19]

Ближче до кінця 1930-х років у грифів гітар Д'Анджеліко з'явилось нерегульоване сталеве укріплення.  До кінця 40-х років в Д'Анджеліко вироблялись лише моделі стилів «Excel» і «New Yorker».
Усі інструменти Д'Анджеліко були виготовлені вручну, більшість з них були розроблені спеціально для конкретних гітаристів, тому було створено багато різних варіацій. Компанія D'Angelico переважно виготовляла не більше 30 гітар на рік.  До моменту смерті Джона Д'Анджеліко компанія виготовила 1164 нумеровані гітари, останні десять створив Д'Аквісто.   

### Теперішній час

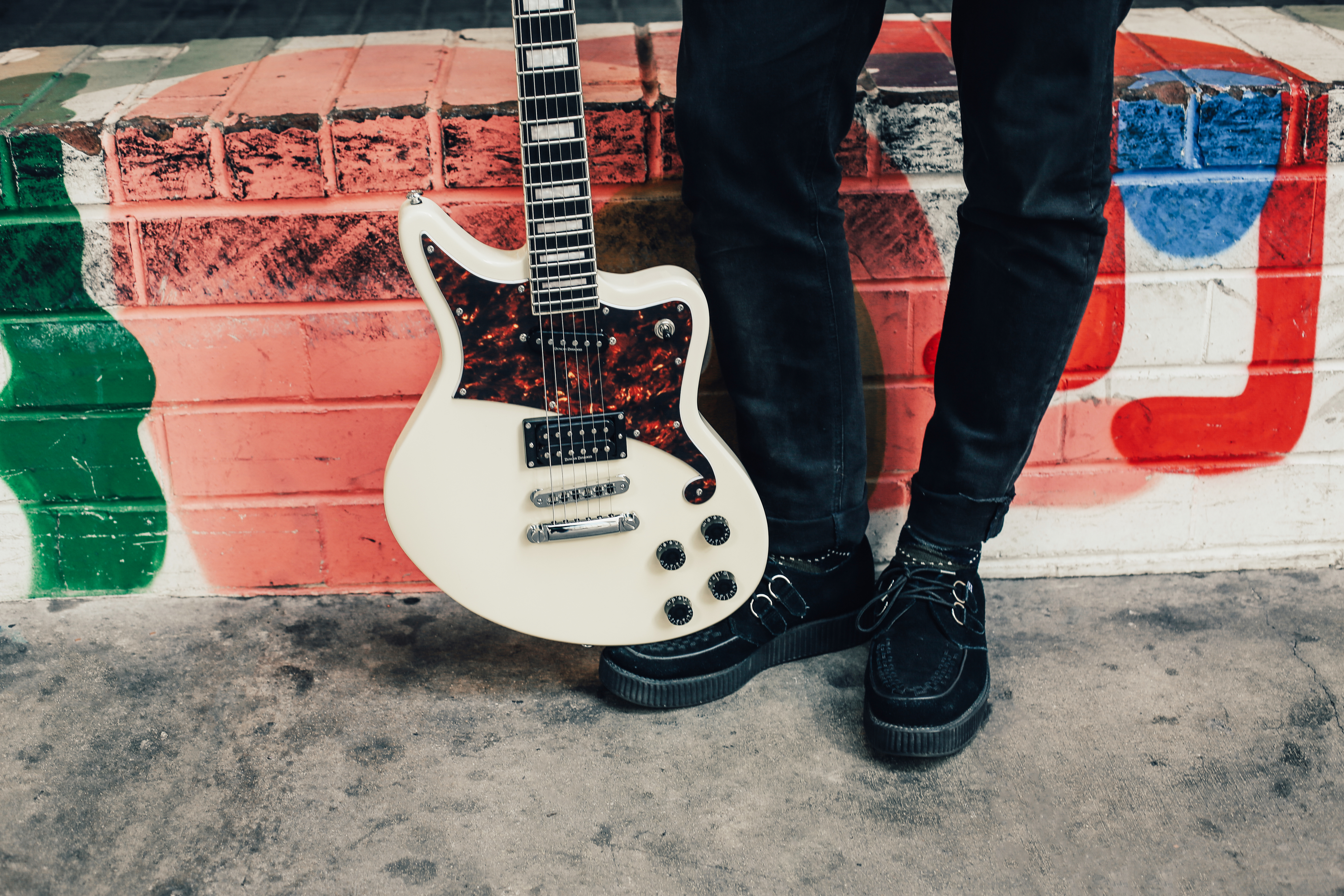
Модель Bedford (2018 рік)

З моменту свого відродження компанія D'Angelico представила DC (англ. double cutaway semihollow), напівпорожнистий з подвійним вирізом стиль, напівпорожнистий стиль SS з одним вирізом (англ. single-cutaway semihollow) і гітари типу archtop EXL-1, останній стиль на основі моделі "Excel" Джона Д'Анджеліко.  SS був вподобаний такими музикантами, як Боб Вейр з Grateful Dead і джазовий гітарист Курт Розенвінкель, які володіють фірмовою моделлю Д'Анджеліко.   Серія Premier була створена для того, щоб представити якісні гітари D'Angelico за доступною ціною, а серія Deluxe має унікальні матове покриття, а також моделі з подвійними хамбакерами, які оснащені шестистороннім перемикачем. 

## Виробництво
Інструменти цього бренду виробляються в Південній Кореї, Індонезії, Китаї та Нью-Йорку. Перед початком виробництва оригінальні моделі гітар компанії пройшли через апарат МРТ та рентген, щоб точно повторити конструкцію.  Для того, щоб виготовити одну з гітар із необробленого дерева, потрібно багато часу, а саме від 18 місяців до двох років. 

## Музиканти
До музикантів, які грають або грали на гітарах D'Angelico на сцені, належать: 

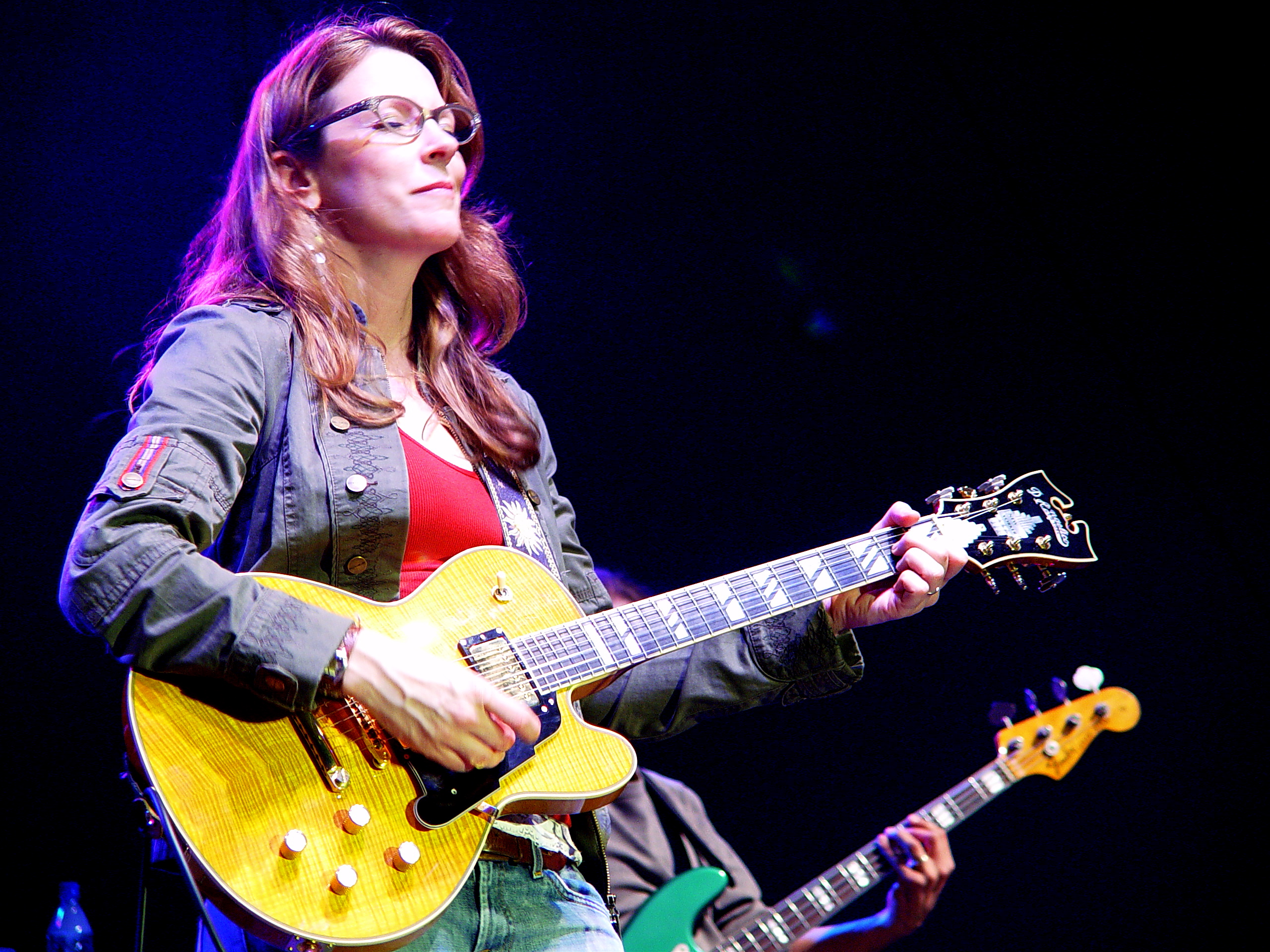
Сьюзан Тедескі та її гітара D'Angelico NYSD-9 (2007 рік)

- Чет Аткін
- Честер Беннінгтон
- Ерік Клептон
- Нельс Клайн
- Елліот Істон
- Кенні Логгінс
- Девід Роллінгс
- Курт Розенвінкель
- Коді Сімсон
- Сьюзан Тадескі
- Боб Вейр (з Grateful Dead)

## Зовнішні посилання
- Офіційний сайт